# Devil's hole-tandkarper
De devil's hole-tandkarper (Cyprinodon diabolis) is een straalvinnige vissensoort uit de familie van de eierleggende tandkarpers (Cyprinodontidae). De wetenschappelijke naam van de soort is voor het eerst geldig gepubliceerd in 1930 door Wales.

## Kenmerken
Dit blauwe dwergvisje mist de buikvinnen en verticale strepen, die de meeste verwanten wel bezitten. De lichaamslengte bedraagt maximaal 2,5 cm. Ze worden zelden ouder dan één jaar.

## Verspreiding en leefgebied
Deze soort komt voor in Nevada in Devils Hole, een woestijnbron met een oppervlakte van slechts 20 m². Ze worden in hun bestaan bedreigd door watervervuiling en een variabele waterstand. Er zouden anno 2014 minder dan 100 individuen van de soort overblijven.